# Wedholms fisk

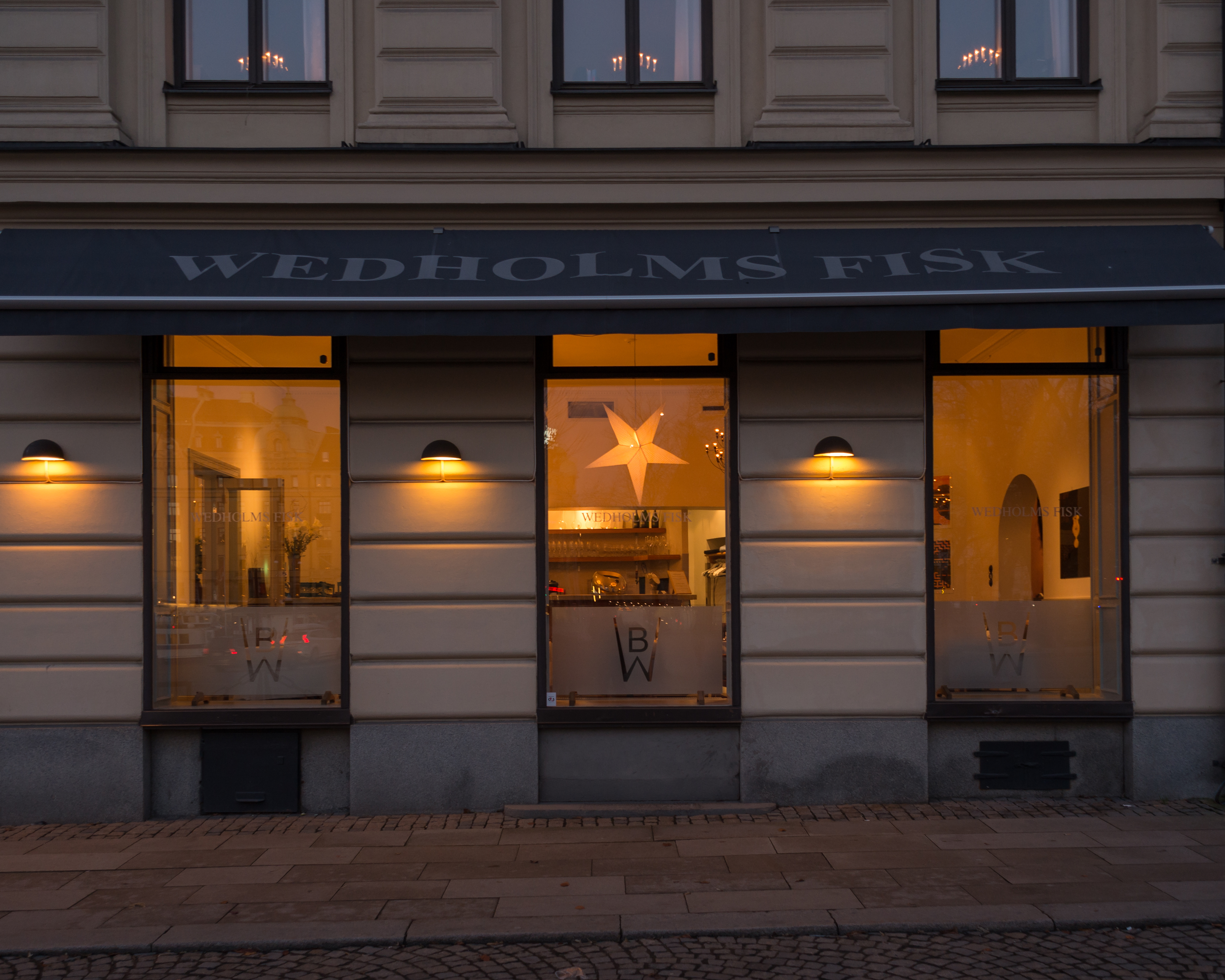
Wedholms fisk på Nybrokajen

Wedholms Fisk är en fiskrestaurang på Nybrokajen 17 i Stockholm. Den grundades av Bengt Wedholm år 1985. Den tilldelades en stjärna i Michelinguiden året därpå men förlorade den 2006.